# Galeriile comerciale „Ștefan cel Mare și Sfânt”
Galeriile comerciale „Ștefan cel Mare și Sfânt” (cunoscute si sub numele de Galeriile Comerciale IASSIORUM sau Galeriile Comerciale "la Cub") este numele unui centru comercial situat pe Bulevardul Ștefan cel Mare și Sfânt din Iași. Întregul centru are o suprafață desfășurată de 10 150 m2 și o suprafață închiriabilă de 6300 m2. Inițial, galeriile aparțineau Cooperativelor Meșteșugărești care, după Revoluție, au înstrăinat imobilele unor societăți sau persoane fizice. Clădirea care găzduiește centrul comercial, dispusă pe trei nivele, a fost construită în 1988 si inaugurata în anul 1991 Cladirea centrului comercial cu integrarea in peisaj a ruinelor ansamblului arhitectonic, datand din perioada lui Alexandru cel Bun, intercalate cu blocurile de locuit A, B si C de pe Blvd. Stefan cel Mare, a fost proiectata de catre I.C.PROM – Iasi sub sef C.T.E. arhitect M. Lupu, sef atelier arh. V. Mihailovici si sef proiect arh. Cr. Constantinescu. Din cauza vadului comercial redus, în clădire au fost amenajate, de-a lungul timpului, baruri, cluburi, sedii de bănci și spații de birouri. De asemenea, din 14 decembrie 2012 Biblioteca Județeană „Gheorghe Asachi” Iași este găzduită de Galeriile Comerciale „Ștefan cel Mare”.
Primul proprietar al galeriilor a fost ATCOM (Asociatia Teritoriala a Organizatiilor Cooperatiei Mestesugaresti) Iasi (CIF: 1963505, nr. inreg. reg. com. J22/1075/1993, Blvd. Stefan Cel Mare, nr.8, Iasi) care in prezent nu mai detine nici un centimetru de spatiu, cota parte detinuta fiind instrainata in urma cu cativa ani catre mai multe societati.